# Феникс, Танит
Танит Феникс (англ. Tanit Phoenix; род. 24 сентября 1980 или 1984, Дурбан) — южноафриканская актриса и фотомодель.

## Биография
Танит Феникс родилась в городе Дурбан, ЮАР. Имя Танит означает «Богиня любви» или «Богиня жизни и смерти» в переводе с финикийского.
В 15 лет она начала карьеру фотомодели. Снималась для журналов Cosmopolitan, FHM, Legacy, Indwe, Marie Claire, Shape, GQ, Sports Illustrated Swimsuit Issue, Men’s Health, Maxim. Владеет несколькими языками. Снималась в рекламе «Nivea» (2005), «Aqua Minerale» (2007), «Veet» (2007—2008).
В кино дебютировала в 2005 году. С 2011 по 2012 год снималась в сериале «Роковые красотки». В 2013 году во время съёмок фильма «Хардкор» Танит была ключевым визажистом и дизайнером персонажа Джимми своего супруга Шарлто Копли.

## Личная жизнь
В январе 2012 года начала встречаться с актёром Шарлто Копли. 28 марта 2015 года пара объявила о помолвке. 15 февраля 2016 года в Кейптауне состоялась их свадьба. У супругов есть дочь — Сиэль Феникс-Копли (род. 01.06.2017).

## Фильмография
| Год       |   | Русское название                                      | Оригинальное название                              | Роль             |
| --------- | - | ----------------------------------------------------- | -------------------------------------------------- | ---------------- |
| 2005      | с | Чарли Джейд                                           | Charlie Jade                                       | соратница Малачи |
| 2005      | ф | Сумасшедшие обезьяньи подарки от Бенони               | Crazy Monkey Presents Straight Outta Benoni        | Меган Альба      |
| 2005      | ф | Оружейный барон                                       | Lord of War                                        | Кэнди            |
| 2008      | ф | Майя                                                  | Maya                                               | Александриа      |
| 2009      | с | Филантроп                                             | The Philanthropist                                 | танцовщица       |
| 2010      | ф | Путеводитель по выживаю в Южной Африке Чака Тшабалала | Schuks Tshabalala's Survival Guide to South Africa | Итти             |
| 2010      | в | Пропащие ребята 3: Жажда                              | Lost Boys: The Thirst                              | Гвен Либер       |
| 2010      | ф | Малек                                                 | Spud                                               | Ева Уилсон       |
| 2010      | в | Смертельная гонка 2: Франкенштейн жив                 | Death Race 2                                       | Катрина Бэнкс    |
| 2011—2012 | с | Роковые красотки                                      | Femme Fatales                                      | Лилит            |
| 2012      | ф | Код доступа «Кейптаун»                                | Safe House                                         | хозяйка          |
| 2012      | ф | Безумная парочка                                      | Mad Buddies                                        | Келси            |
| 2012      | в | Смертельная гонка 3: Ад                               | Death Race: Inferno                                | Катрина Бэнкс    |
| 2013      | ф | Малек 2                                               | Spud 2: The Madness Continues                      | Ева Уилсон       |
| 2013      | ф | Висельники                                            | Gallowwalkers                                      | Эйнджел          |
| 2017      | ф | Что Трехо будет делать?                               | What Would Trejo Do?                               |                  |